# 1989年ラグビースコットランド代表の日本遠征
1989年ラグビースコットランド代表の日本遠征では、1989年5月にスコットランド代表が日本に遠征し日本代表とのテストマッチを含む計5試合が組まれた。

## 試合日程・結果
| 日時          | 会場                       | ホーム   | スコア | アウェイ       |
| ------------- | -------------------------- | -------- | ------ | -------------- |
| 1989年5月14日 | 秩父宮ラグビー場（東京都） | 関東代表 | 8-91   | スコットランド |
| 1989年5月17日 | 平和台陸上競技場（福岡県） | 九州代表 | 0-45   | スコットランド |
| 1989年5月21日 | 花園ラグビー場（大阪府）   | U23日本  | 25-51  | スコットランド |
| 1989年5月24日 | 瑞穂ラグビー場（愛知県）   | 関西代表 | 12-39  | スコットランド |
| 1989年5月28日 | 秩父宮ラグビー場（東京都） | 日本     | 28-24  | スコットランド |

## 試合一覧
第1戦
| 1989年5月14日 15:00 | 関東代表 | 8-91 | スコットランド | 秩父宮ラグビー場（東京都） レフリー: 八木宏器（日本） |
| 1989年5月14日 15:00 | レポート |      |                | 秩父宮ラグビー場（東京都） レフリー: 八木宏器（日本） |

第2戦
| 1989年5月17日 16:00 | 九州代表 | 0-45 | スコットランド | 平和台陸上競技場（福岡県） レフリー: 真下昇（日本） |
| 1989年5月17日 16:00 | レポート |      |                | 平和台陸上競技場（福岡県） レフリー: 真下昇（日本） |

第3戦
| 1989年5月21日 14:45 | U23日本  | 25-51 | スコットランド | 花園ラグビー場（大阪府） レフリー: L・ピアード（ウェールズ） |
| 1989年5月21日 14:45 | レポート |       |                | 花園ラグビー場（大阪府） レフリー: L・ピアード（ウェールズ） |

第4戦
| 1989年5月24日 19:00 | 関西代表 | 12-39 | スコットランド | 瑞穂ラグビー場（愛知県） レフリー: 辻野雅三（日本） |
| 1989年5月24日 19:00 | レポート |       |                | 瑞穂ラグビー場（愛知県） レフリー: 辻野雅三（日本） |

第5戦
| 1989年5月28日 14:00 | 日本     | 28-24 | スコットランド | 秩父宮ラグビー場（東京都） レフリー: L・ピアード（ウェールズ） |
| 1989年5月28日 14:00 | レポート |       |                | 秩父宮ラグビー場（東京都） レフリー: L・ピアード（ウェールズ） |

|  | 15 | 山本俊嗣                     |
|  | 14 | ノフォムリ・タウモエフォラウ |
|  | 13 | 朽木英次                     |
|  | 12 | 平尾誠二                     |
|  | 11 | 吉田義人                     |
|  | 10 | 青木忍                       |
|  | 9  | 堀越正巳                     |
|  | 8  | シナリ・ラトゥ               |
|  | 7  | 中島修二                     |
|  | 6  | 梶原宏之                     |
|  | 5  | 大八木淳史                   |
|  | 4  | 林敏之                       |
|  | 3  | 田倉政憲                     |
|  | 2  | 藤田剛                       |
|  | 1  | 太田治                       |

|  | 15 | イアン・グラスゴー             |
|  | 14 | マット・ダンカン               |
|  | 13 | ルアリ・マクリーン             |
|  | 12 | ショーン・リニーン             |
|  | 11 | イワン・ツカロ                 |
|  | 10 | ダグラス・ワイリー             |
|  | 9  | グレイグ・オリバー             |
|  | 8  | イアン・パクストン             |
|  | 7  | グラハム・マーシャル           |
|  | 6  | デレック・ターンブル           |
|  | 5  | ダミアン・クローニン           |
|  | 4  | クリストファー・グレイ         |
|  | 3  | ダグラス・ウィルソン           |
|  | 2  | ジェームス・ヘイ               |
|  | 1  | アレキサンダー・ブリュウスター |